# Zástřizly
Zástřizly (in tedesco Sastrisel) è un comune della Repubblica Ceca facente parte del distretto di Kroměříž, nella regione di Zlín.